# 切り通し (京都市)

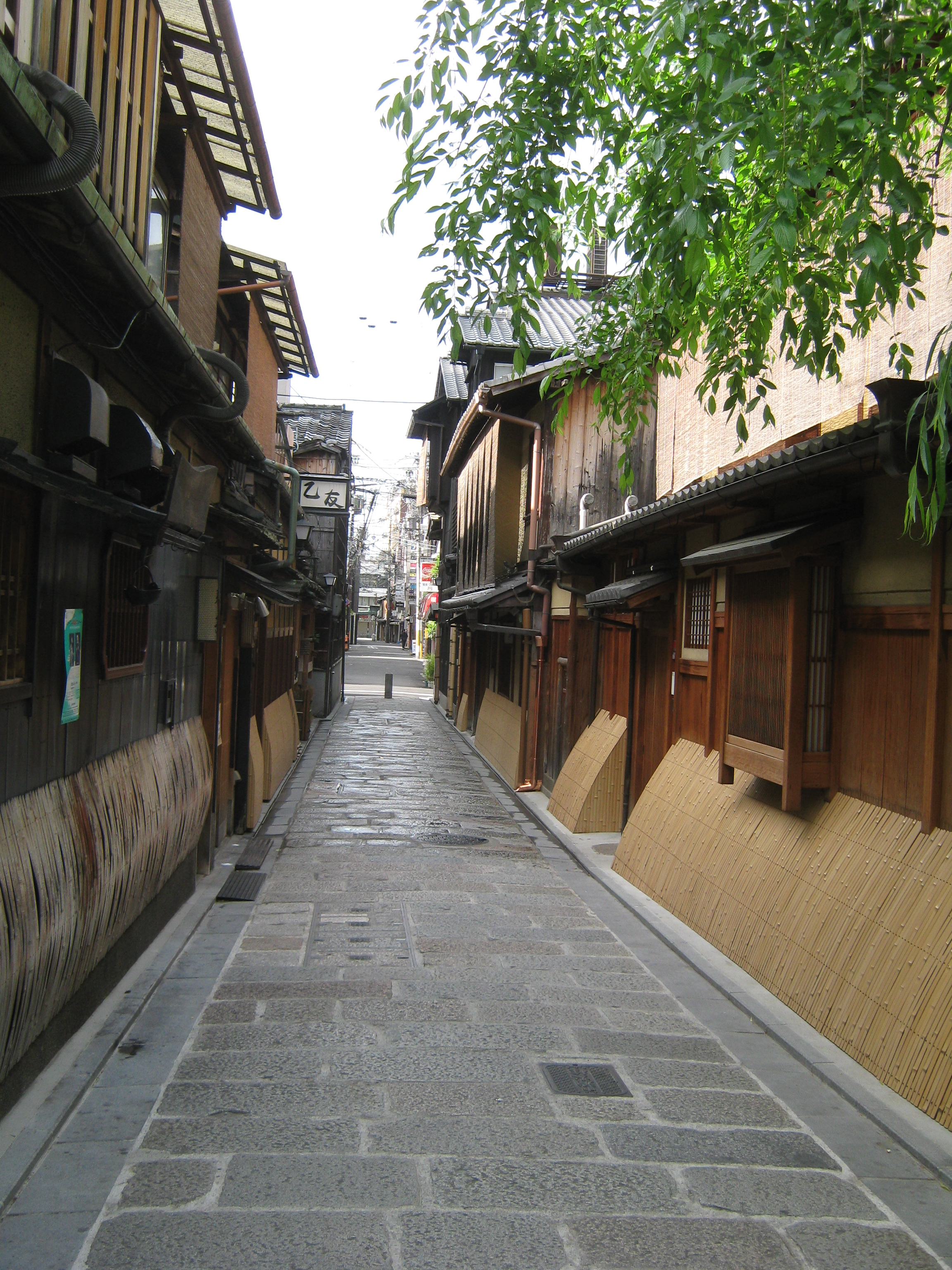
切り通し、京都市東山区

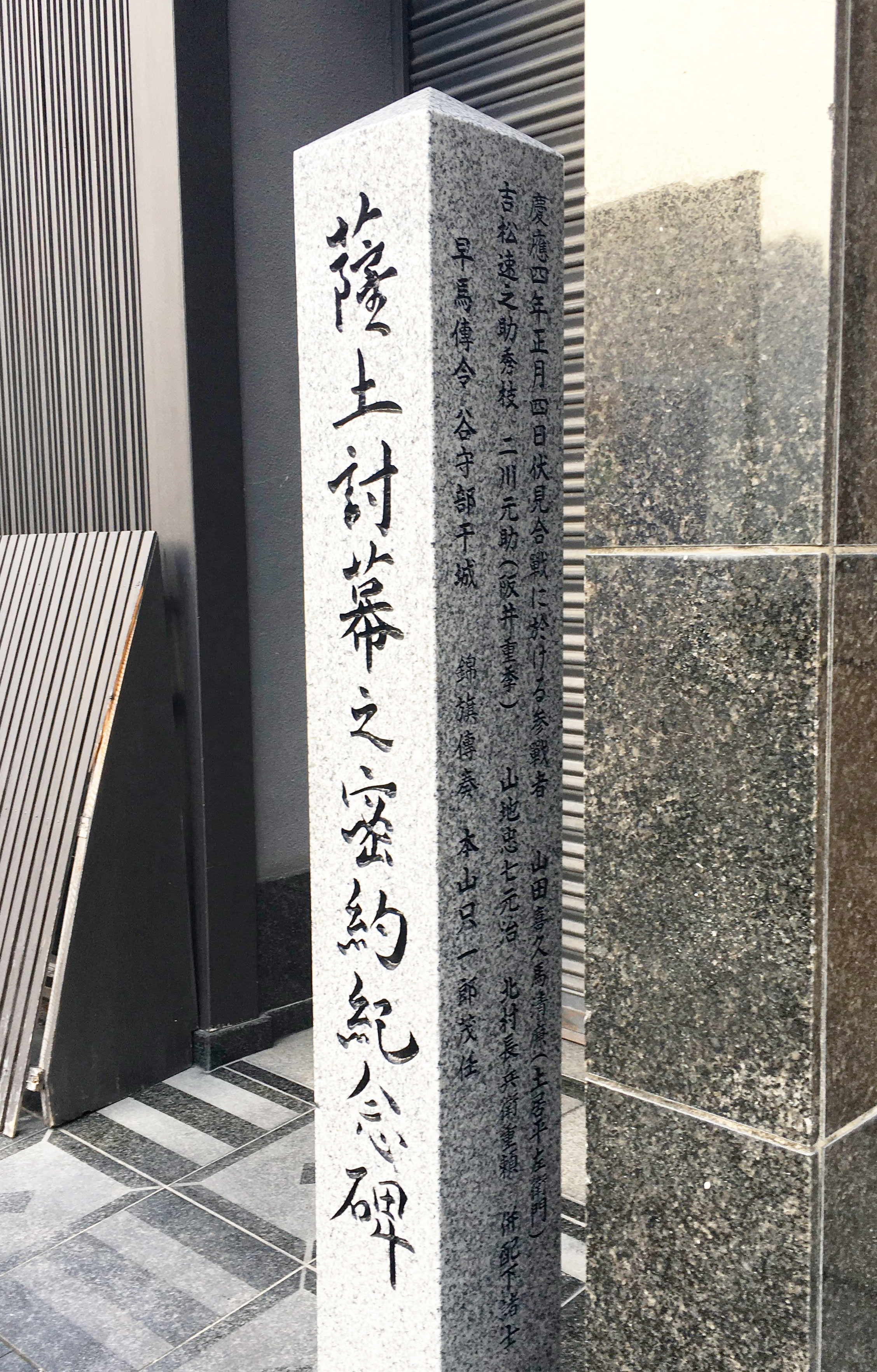
「薩土討幕之密約紀念碑」
京都市東山区（祇園）切り通し

切り通し（きりとおし）は京都市東山区内の南北の通りの一つ。

## 概要
北は新橋通から南は四条通までの僅か約180mの通りのように見えるが、実際には北は古門前通まで続く。東の花見小路通、西の縄手通と共に、祇園の中心となる通り。
新橋通、白川南通から末吉町通の間は狭い路地のような通りであるが、新橋通などと同様、石畳が敷かれており、飲食店も点在し風情ある景観を見ることが出来る。

## 歴史
幕末・慶応3年5月18日(1867年6月20日)、土佐藩の中岡慎太郎、乾退助、福岡孝弟、広島藩の船越洋之助らが会して、討幕の策を練った「近安楼」はこの通りにあった。ここでの話し合いをもとに、同5月21日（1867年6月23日）、乾退助は薩摩藩の西郷隆盛、吉井友実らと小松帯刀の寓居で「薩土討幕の密約」を結び、これが鳥羽伏見の戦いでの土佐藩参戦の根拠となり、戊辰戦争を勝利へ導いた。

## 補註
1. ↑  『行行筆記』中岡慎太郎筆録
2. ↑  「切り通し」の中の当時は「松湯の丁」と呼ばれていた附近。
3. ↑  “『板垣精神 : 明治維新百五十年・板垣退助先生薨去百回忌記念』”.  一般社団法人板垣退助先生顕彰会 (2019年2月11日). 2023年9月20日閲覧。

## 沿道の主な施設
- 巽橋
- 辰巳大明神（辰巳神社）
- 薩土討幕之密約紀念碑